# Birkenfeld (Bawaria)
Birkenfeld – miejscowość i gmina w Niemczech, w kraju związkowym Bawaria, w rejencji Dolna Frankonia, w regionie Würzburg, w powiecie Main-Spessart, wchodzi w skład wspólnoty administracyjnej Marktheidenfeld. Leży około 12 km na południowy zachód od Karlstadt.

## Dzielnice
W skład gminy wchodzą dwie dzielnice:
- Billingshausen
- Birkenfeld

## Demografia
| Rok  | Liczba mieszk. |
| ---- | -------------- |
| 1970 | 1862           |
| 1987 | 1936           |
| 2000 | 2127           |
| 2005 | 2160           |

## Osoby urodzone w Birkenfeldzie
- Alfons Klühspies (1899 – 1975) – malarz

## Oświata
(na 1999)

W gminie znajduje się 100 miejsc przedszkolnych (z 84 dziećmi).